# Lena Estrada
Lena Yanina Estrada Añokazi (La Chorrera (Amazonas)) es una líder indígena del pueblo Uitoto Minɨka, originaria de la región amazónica de Colombia. Es politóloga de la Universidad Nacional de Colombia y PhD en Sostenibilidad por la Universidad Politécnica de Cataluña. En febrero de 2025 fue designada como Ministra de Ambiente y Desarrollo Sostenible de Colombia en el gobierno de Gustavo Petro.

## Primeros años y estudios
Lena Yanina Estrada Añokazi nació en La Chorrera, Amazonas, Colombia, y es hija de Felisa Añokazi, educadora y líder indígena. Creció en su comunidad Uitoto Minɨka, donde comenzó su educación inicial. Posteriormente, continuó sus estudios fuera de la región, graduándose en Ciencias Políticas en la Universidad Nacional de Colombia. Luego cursó estudios de sostenibilidad en la Universidad Politécnica de Cataluña. A lo largo de su carrera, ha destacado por su compromiso con la defensa de los derechos de los Pueblos Indígenas y la sostenibilidad.

## Trayectoria
Estrada Añokazi fue investigadora académica en la Cátedra UNESCO de Sostenibilidad en Barcelona, España entre diciembre de 2008 y diciembre de 2009, y en la Universidad Nacional de Colombia en la región amazónica. Fue coordinadora de asuntos étnicos en la gobernación de Amazonas (2010). Ha sido asesora de varias organizaciones sociales de los Pueblos Indígenas en temas de derechos humanos, biodiversidad y cambio climático. Desde 2022 ha sido representante de los Pueblos Indígenas en el Programa de las Naciones Unidas para el Medio Ambiente.
Aspiró al Senado de la República de Colombia en las elecciones legislativas de 2018 en la coalición política llamada Lista de la Decencia promovida por el entonces candidato presidencial Gustavo Petro. Estrada participó como representante de las comunidades indígenas con el aval del partido MAIS en la circunscripción especial indígena sin lograr obtener una curul.

## Gobierno Petro
En junio de 2024 fue nombrada directora de la Academia Diplomática del Ministerio de Relaciones Exteriores de Colombia. Allí trabajó en la promoción de espacios de diálogo y participación para las comunidades indígenas, reconociendo su representación y aportes en la construcción del país. En junio de 2024, recibió a miembros de la Mesa Permanente de Concertación con el objetivo de coordinar procesos de formación en diplomacia indígena y fomentar cambios estructurales en el país con el apoyo de los Pueblos Indígenas.
Lena Estada se involucró en temas estratégicamente claves, como la COP16 de biodiversidad de Cali, la gran vitrina internacional del Gobierno Petro, lo que permitió una participación activa de los Pueblos Indígenas. En Cali, bajo el lema de “Paz Con La Naturaleza”, Colombia impulsó varios acuerdos. Entre ellos, el referente a la participación de grupos indígenas y comunidades locales como asesores permanentes de la Convención de Diversidad Biológica de la ONU (CDB). Estrada también hizo parte de la delegación colombiana que participó en la COP29 de cambio climático en Bakú (Azerbaiyán).

### Ministra de Estado
En febrero de 2025, tras la renuncia de la ministra Susana Muhamad, Lena Estrada fue anunciada como Ministra de Ambiente y Desarrollo Sostenible, convirtiéndose en la primera indígena en ser ministra de ambiente en Colombia.
Estrada recibió el respaldo del movimiento indígena pero enfrentó críticas en su gestión debido a retrasos en nombramientos clave y en el cumplimiento de compromisos que había adquirido el ministerio. También tuvo diferencias con el presidente Petro al querer cambiarle el rumbo al ministerio que había hasta el momento de su llegada mostrado significativos resultados con la ministra Muhamad. Estrada quiso hacer cambios estructurales en el ministerio como relevar a los viceministros pero el presidente no lo aceptó.
El 5 de agosto de 2025 fue aceptada su renuncia y fue nombrada como ministra encargada la directora de la Autoridad Nacional de Licencias Ambientales (ANLA) y exministra de Minas y Energía Irene Vélez Torres.